# Headspace
Headspace — британская прогрессив-метал-группа, основанная в 2006 году клавишником Адамом Уэйкманом и вокалистом Threshold Дэмианом Уилсоном.

## История
Группа Headspace возникла спонтанно как возможность воссоединения круга старых друзей, не было никаких замыслов создавать прог-метал команд, впрочем как и не было никаких перспектив дальнейшего роста.
«У нас не было никаких мыслей по поводу того, насколько далеко это всё может зайти. Мы просто занимались этим, чтобы потусить вместе. Мы все дружим уже достаточно давно, и однажды подумали, а что будет, если мы придумаем и попробуем завершить какой-нибудь совместный проект, что-то типа того, как это обычно бывает у пятнадцатилетних. Я думаю, что когда мы собрались вместе, не было мыслей попробовать сделать то-то и то-то. Это было похоже, скорее, на то, 'А давайте-ка посмотрим, что будет, если мы просто начнём сочинять музыку в том направлении, в каком она нас захватит'? Все произошло очень быстро: как только мы начали воспроизводить наши музыкальные мысли, сразу же выяснилось, что у нас получается прогрессив-рок-группа» (Адам Уэйкман)
В 2007 Headspace выпустили EP под названием I Am.... Группа сыграла два небольших концерта, после чего им удалось выступить на разогреве у Оззи Осборна, в группе которого тогда играл Адам Уэйкман, перед многотысячной аудиторией стадиона «Уэмбли». Через пять лет после этих концертов участники Headspace записали первый полноценный альбом I Am Anonymous, который вышел в апреле 2012 года.
Название I Am Anonymous направлено на слушателя альбома: этот альбом о нем и о его взаимоотношениях с человечеством, о связанных с ними битвах внутри сознания каждого человека. С помощью модели предстоящей смерти, концепции, разработанной швейцарской учёной Элизабет Кюблер Росс, что только потрясение приведёт к спокойствию и примирению, только тогда можно будет противостоять хаосу с широко расправленными плечами.

## Состав
- Адам Уэйкман — клавишные, бэк-вокал (с 2006)
- Дэмиан Уилсон — вокал, гитара (с 2006)
- Пит Ринальди — гитары, бэк-вокал (с 2006)
- Ли Померой — бас (с 2006)
- Адам Фолкнер — ударные (с 2006)

## Бывшие участники
- Ричард Брук — ударные, перкуссия (с 2006)

## Дискография
- 2007 — I Am... (EP)
- 2012 — I Am Anonymous
- 2016 — All That You Fear Is Gone